# Mutō Sanji (Unternehmer)

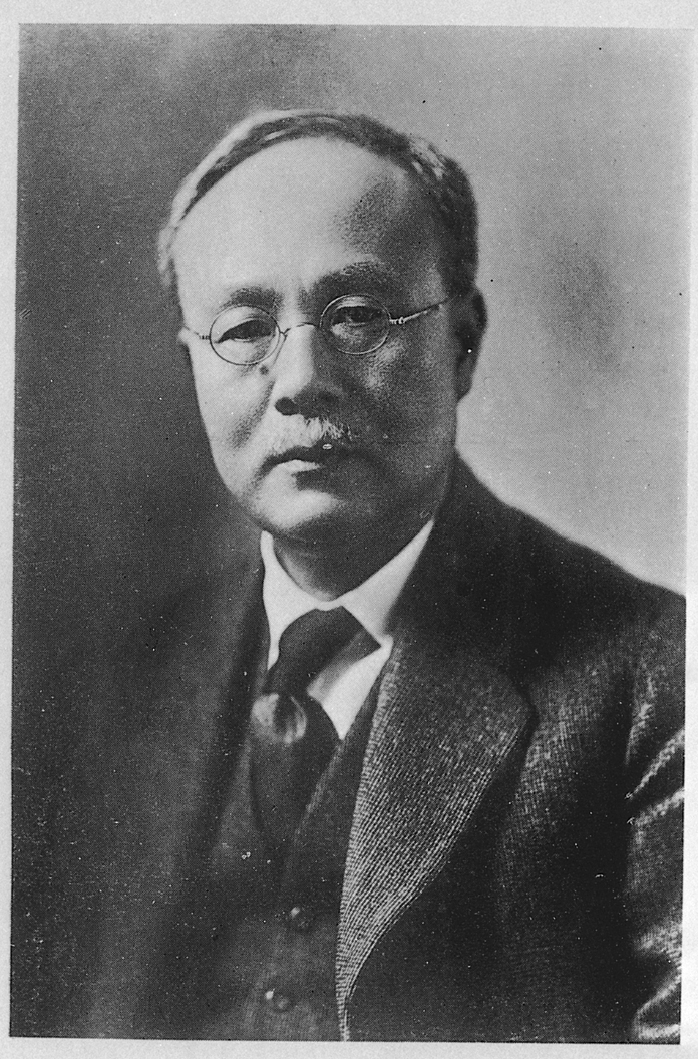
Mutō Sanji

Mutō Sanji (japanisch 武藤 山治; geboren 5. April 1867 in der Provinz Mino; gestorben 10. März 1934 in Kamakura) war ein japanischer Geschäftsmann der Meiji-, Taishō und Shōwa-Zeit und Besitzer des Spinnerei-Unternehmens „Kanebō“ (鐘紡)

## Leben und Wirken
Mutō Sanji wurde in der Präfektur Aichi als ältester Sohn der Familie Sakuma (佐久間家), eines wohlhabenden Bauern der Provinz Mino geboren. Nach seinem Abschluss an der Keiō-Universität ging er in die Vereinigten Staaten, um sich dort weiterzubilden. 1887, unmittelbar nach seiner Rückkehr nach Japan, wurde er von der Mutō-Familie adoptiert.
Mutō arbeitete als Übersetzungsreporter für die „Japan Gazette“ (ジャパン・ガゼット), arbeitete als Sekretär für den Politiker Gotō Shōjirō und beteiligte sich an der „Daidō-Einheitsbewegung“ Nachdem er bei der Firma „Iris Shōkai“ (イリス商会) gearbeitet hatte, trat er 1893 in die Mitsui-Bank ein und wurde stellvertretender Leiter der Kōbe-Filiale.
Im folgenden Jahr wechselte er zur Spinnereifirma „Kane-ga-Fuchi bōseki“ (鐘淵紡績) und wurde erst Geschäftsführer, dann 1921 Präsident des Unternehmens, nachdem er sich gegen seinen Rivalen Wada Toyoji (和田 豊治; 1861–1924), Manager der Hyōgo-Fabrik, durchgesetzt hatte. Während dieser Zeit stieg er aufgrund des „Suzuhisa-Zwischenfalls“ (鈴久事件), der ein Plan war, das Unternehmen durch den Kauf und Verkauf von Aktien zu übernehmen, auf, fiel aber auch wieder zurück. Immerhin legte er durch seine Aktivitäten den Grundstein für den Wohlstand von Kanebō, das zu einem führenden Unternehmen in der Spinnereiindustrie wurde.
1919 nahm Mutō als Vertreter des Kapitals an der „1. Internationalen Arbeitskonferenz“ (ILO) in Washington teil. 1923 gründete er die „Jitsugyō Kokumin Dōshikai“ (実業同志会) – später in „Kokumin Dōshikai“ (国民同志会) umbenannt – mit dem Ziel, eine saubere politische Welt herzustellen. Er wurde dreimal als Mitglied des Repräsentantenhauses gewählt, aber als er 1932 die Grenzen der parlamentarischen Möglichkeiten spürte, kehrte er in die Geschäftswelt zurück und wurde Präsident der Zeitung „Jiji Shimpō“ (時事新報社). 1934 wurde er im Zusammenhang mit der Aufdeckung des „Teijin-Zwischenfalls“ in der Nähe seines Hauses in Kita-Kamakura angeschossen und starb am folgenden Tag.